# Sphyraena jello
La picuda serpentina, Sphyraena jello, es un pez de la familia de los esfirénidos en el orden de los perciformes.

## Morfología
Pueden alcanzar los 150 cm de largo total.

## Distribución geográfica
Se encuentran en las costas del Mar Rojo desde el sudeste de Sudáfrica, Nueva Caledonia, Vanuatu y Tonga.